# Calathea paucifolia
Calathea paucifolia är en strimbladsväxtart som beskrevs av H.A.Kenn. Calathea paucifolia ingår i släktet Calathea och familjen strimbladsväxter. Inga underarter finns listade.